# Manic (альбом Холзи)
Manic — третий студийный альбом американской певицы Холзи. Выпуск намечен на 17 января 2020 года на лейбле Capitol Records. Выходу диска предшествовал релиз синглов «Graveyard», «Clementine», «Finally // Beautiful Stranger», «Suga’s Interlude» и чарттоппера 2018 года (№ 1 в Billboard Hot 100) «Without Me». В записи участвовали такие музыканты как Dominic Fike, канадская певица Аланис Мориссетт и южнокорейский рэпер Мин Юнги (Suga) из группы BTS. Для продвижения нового альбома Холзи планирует третий концертный тур Manic World Tour.

## История
В марте 2019 года Холзи впервые анонсировала выход третьего альбома.
Автономный сингл «Nightmare», который был выпущен 17 мая 2019 года, изначально должен был стать лид-синглом с альбома. Сцены видеоклипа песни «Nightmare» показывают Холзи читающей в газете статьи «MANIC» и другую под названием «H3 / AI / 10—2019», без указания даты, из-за чего пошли слухи о предполагаемой дате выхода альбома в октябре 2019.
12 сентября 2019 года Холзи сообщила в социальных медиа название нового альбома, а также назвала альбомный линк на сайте. Там выложена обложка нового диска. Альбом включает 16 треков.

## Отзывы
| Совокупная оценка    | Совокупная оценка |
| Источник             | Оценка            |
| -------------------- | ----------------- |
| AnyDecentMusic?      | 7.5/10            |
| Metacritic           | 81/100            |
| Оценки критиков      |                   |
| Источник             | Оценка            |
| AllMusic             | [ 14 ]            |
| Entertainment Weekly | B+                |
| Exclaim!             | 8/10              |
| The Guardian         | [ 17 ]            |
| The Line of Best Fit | 9/10              |
| NME                  | [ 19 ]            |
| Pitchfork            | 6.5/10            |
| PopMatters           | [ 21 ]            |
| Rolling Stone        | [ 22 ]            |
| Slant                | [ 23 ]            |

Альбом получил положительные отзывы музыкальной критики и интернет-изданий: NME. Роб Шеффилд из Rolling Stone дал четыре зведы альбому и в своём обзоре назвал «Manic» «превосходным новым альбомом», высоко оценивая его универсальность жанров и «грубый автобиографический портрет самой Холзи», «жаждущей своей доли любви и нежности во враждебном мире». Также дав диску четыре балла
В четырехзвездном обзоре Бен Бомонт-Томас из The Guardian высоко оценил лирическую эволюцию Холси, сославшись на то, что «качество её лирики уверенно сочетается с характерным продакшном, которое охватывает R&B, кантри, поп-рок, американу и кантри».

## Синглы
4 октября 2018 года вышел сингл «Without Me». Музыкальное видео вышло 29 октября 2018 года. Песня дебютировала на 18-м месте в американском хит-параде Billboard Hot 100; однако, позднее достигла первого места, став первым чарттоппером в карьере певицы в качестве лидирующего исполнителя. Первоначально задуманная как автономный сингл, песня была включена в финальный список композиций нового альбома.
Второй сингл «Graveyard» вышел 13 сентября 2019 вместе с предзаказами нового альбома. Сопровождающее видео вышло 8 октября 2019 года с участием актрисы Sydney Sweeney. Песня достигла 34-го места в чарте Billboard Hot 100.
29 сентября 2019 года, отмечая свой день рождения, Холзи выпустила «Clementine» третий сингл вместе с музыкальным видео.
3 декабря 2019 года во время онлайн-сессии в Instagram, Холзи сказала, что две новые песни и музыкальное видео выйдут 6 декабря 2019 года. Спустя сутки она анонсировала, что «Finally // Beautiful Stranger» и «Suga’s Interlude» станут четвёртым синглом и промосинглом, соответственно. Сопровождающее музыкальное видео для «Finally // Beautiful Stranger» вышло вместе с релизом песен.
10 января 2020 года вышел шестой альбомный сингл «You should be sad». В этот же день вышло музыкальное видео к этой песни. 14 января песня попала на американское радио.

## Коммерческий успех
Manic дебютировал на втором месте в американском хит-параде Billboard 200 с тиражом 239,000 эквивалентных единиц, включая 180,000 копий альбома. Это третий альбом Холзи, попавший в лучшую двойку чарта и лучший недельный тираж в карьере.

## Список композиций
По данным Apple Music и Google Play Music. Холзи выложила список треков нового альбома в своём Instagram 3 декабря 2019 года.
| №                   | Название                                 | Автор(ы)                                                                                      | Продюсеры                                                      | Длительность |
| ------------------- | ---------------------------------------- | --------------------------------------------------------------------------------------------- | -------------------------------------------------------------- | ------------ |
| 1.                  | «Ashley»                                 | Эшли Франджипани Александр Янг                                                                | Алекс Янг                                                      | 3:06         |
| 2.                  | «Clementine»                             | Франджипани Джон Каннингэм                                                                    | Каннингэм                                                      | 3:54         |
| 3.                  | «Graveyard»                              | Франджипани Amy Allen Louis Bell Джонатан Беллион Марк Уильямс Стефан Джонсон Джордан Джонсон | Jon Bellion Уильямс Cubina Белл The Monsters and the Strangerz | 3:01         |
| 4.                  | «You Should Be Sad»                      | Франджипани Грег Кёрстин                                                                      | Кёрстин                                                        | 3:25         |
| 5.                  | «Forever... (Is a Long Time)»            | Франджипани Педер Лоснегард                                                                   | Lido                                                           | 2:47         |
| 6.                  | «Dominic's Interlude» (с Dominic Fike)   | Франджипани Лоснегард                                                                         | Lido                                                           | 1:16         |
| 7.                  | «I Hate Everybody»                       | Франджипани Лоснегард                                                                         | Lido                                                           | 2:51         |
| 8.                  | «3 AM»                                   | Франджипани Кёрстин                                                                           | Кёрстин                                                        | 3:54         |
| 9.                  | «Without Me»                             | Франджипани Brittany Amaradio Аллен Белл Джастин Тимберлейк Тимоти Мосли Скотт Сторч          | Белл                                                           | 3:21         |
| 10.                 | «Finally // Beautiful Stranger»          | Франджипани Кёрстин                                                                           | Кёрстин                                                        | 3:41         |
| 11.                 | «Alanis' Interlude» (c Аланис Мориссетт) | Франджипани Лоснегард                                                                         | Lido                                                           | 2:41         |
| 12.                 | «Killing Boys»                           | Франджипани Каннингэм                                                                         | Каннингэм                                                      | 2:23         |
| 13.                 | «Suga's Interlude» (c Мин Юнги из BTS)   | Франджипани Мин Юнги Лоснегард                                                                | Lido Pdogg Suga                                                | 2:18         |
| 14.                 | «More»                                   | Франджипани Лоснегард                                                                         | Lido                                                           | 2:33         |
| 15.                 | «Still Learning»                         | Франджипани Белл                                                                              | Белл                                                           | 3:31         |
| 16.                 | «929»                                    | Франджипани Каннингэм                                                                         | Cunningham                                                     | 2:54         |
| Общая длительность: | Общая длительность:                      | Общая длительность:                                                                           | Общая длительность:                                            | 47:36        |

## Участники записи
По данным Tidal и CMG Credits. Холзи выложила треклист в своём Instagram 3 декабря 2019 года.
Исполнители и музыканты
- Холзи — вокал
- Доминик Файк — вокал (трек 6)
- Аланис Мориссетт — вокал (трек 11)
- Suga — вокал (трек 13)
- Бенни Бланко — клавишные (треки 1, 5, 7, 12)
- Алекс Янг — клавишные (трек 1)
- Cashmere Cat — клавишные (треки 1, 5, 7, 14)
- Эйми Аллен — бэквокал, гитара (трек 3)
- Джаспер Шефф — ударные, фортепиано (трек 2) гитара (трек 16)
- Louis Bell — клавишные (трек 3)
- The Monsters & Strangerz — клавишные (трек 3)
- Jon Bellion — клавишные (трек 3)
- Марк Уильямс — гитара, клавишные (трек 3)
- Грег Кёрстин — ударные, стил-гитара (трек 4) акустическая гитара, бас-гитара, электрогитара, меллотрон, перкуссия (треки 8, 10)
- Happy Perez — гитара (трек 12) клавишные, гитара (треки 5, 7)
- Финнеас — клавишные (трек 7)
- Чед Смит — ударные (трек 8)
- Джонатан Картер Каннингэм — ударные, гитара (трек 12) гитара (трек 16)
- Lido — клавишные (трек 14)

Запись
- Холзи — продюсер
- Бенни Бланко — продюсер, программирование (треки 1, 5, 7, 12, 14), звукоинженер (треки 5, 7, 12, 14), исполнительный продюсер (альбом)
- Алекс Янг — программирование (трек 1)
- Cashmere Cat — программирование (треки 1, 5, 7, 14)
- Брентон Дювалл — программирование (трек 1)
- Джон Каннингэм — программирование (треки 2, 12, 19) звукоинженер (трек 16)
- Луис Белл — программирование (треки 3, 9, 15) звукоинженер (трек 9)
- The Monsters & Strangerz — программирование (трек 3)
- Марк Уильямс — программирование (трек 3)
- Алекс Паско — звукоинженер (треки 4, 8, 10)
- Грег Кёрстин — звукоинженер (треки 4, 8, 10)
- Джулиан Бёрг — звукоинженер (треки 4, 8, 10)
- Эд Райес — ассистент звукоинженера (треки 4, 8, 10)
- Лидо — программирование (треки 5, 6, 7, 11, 13, 14) звукоинженер (треки 6, 11, 13)
- Хэппи Перес — программирование (треки 5, 7, 12)
- Финнеас — программирование (трек 7)
- Скотт Мур — звукоинженер (трек 8)
- Рикардо Гама — запись (трек 9)
- Дэниель С. Акорси — запись (трек 9)
- Крис Скалафани — звукоинженер (трек 12, 14)
- Suga — программирование (трек 13)
- Pdogg — программирование (трек 13)
- Эндрю Уэллс — звукоинженер (трек 14)
- Fred — сопродюсер (трек 15)
- Джаспер Шефф — программирование (трек 16)
- Крис Герингер — звукоинженер (трек 19)
- Уилл Куиннелл — ассистент звукоинженера (трек 19)
- Сербан Генеа — микширование (трек 19)
- Джон Хейнс — микширование (трек 19)

Дизайн
- Garrett Hilliker — арт-директор
- Arjun Pulijal — менеджер
- Katie Spoleti — менеджер
- Talisa Gurunian — менеджер
- Tony Bisogno — продакшн
- Jill Lamothe — продакшн

## Чарты
| Чарт (2020)                           | Высшая позиция |
| ------------------------------------- | -------------- |
| Австралия (ARIA)                      | 2              |
| Бельгия/Фландрия (Ultratop)           | 9              |
| Бельгия/Валлония (Ultratop)           | 29             |
| Канада (Canadian Albums Chart)        | 2              |
| Чехия (ČNS IFPI)                      | 6              |
| Дания (Hitlisten)                     | 23             |
| Нидерланды (Album Top 100)            | 11             |
| Estonian Albums (Eesti Ekspress)      | 4              |
| Финляндия (Suomen virallinen lista)   | 6              |
| Франция (SNEP)                        | 34             |
| Германия (Offizielle Top 100)         | 13             |
| Ирландия (Irish Albums Chart)         | 8              |
| Италия (FIMI)                         | 12             |
| Japan Hot Albums (Billboard Japan)    | 57             |
| Япония (Oricon)                       | 83             |
| New Zealand Albums (RMNZ)             | 4              |
| Норвегия (VG-lista)                   | 12             |
| Шотландия (Scottish Albums Chart)     | 5              |
| Испания (PROMUSICAE)                  | 6              |
| Швеция (Sverigetopplistan)            | 27             |
| Швейцария (Schweizer Hitparade)       | 10             |
| Великобритания (UK Albums Chart)      | 6              |
| США Billboard 200                     | 2              |
| США (Billboard Top Tastemaker Albums) | 1              |
| США Rolling Stone Top 200             | 2              |

## Сертификации
| Регион | Сертификация  | Продажи   |
| --- | ------------- | --------- |
| Аргентина (CAPIF) | 5× Платиновый | 100 000^  |
| Австралия (ARIA) | Золотой       | 35 000    |
| Канада (Music Canada) | 2× Платиновый | 160 000   |
| Дания (IFPI Danmark) | Золотой       | 10 000    |
| Мексика (AMPROFON) | Платиновый    | 60 000    |
| Нидерланды (NVPI) | Золотой       | 20 000    |
| Норвегия (IFPI Norway) | 2× Платиновый | 40 000*   |
| Польша (ZPAV) | Платиновый    | 20 000    |
| Сингапур (RIAS) | Платиновый    | 10 000*   |
| Великобритания (BPI) | Золотой       | 100 000   |
| США (RIAA) | 2× Платиновый | 2 000 000 |
| * Данные о продажах приведены только на основе сертификации. · ^ Данные о тиражах приведены только на основе сертификации. · Данные о продажах + прослушиваниях приведены только на основе сертификации. |               |           |